# Ramón Areces
Ramón Areces Rodríguez (La Mata, Asturias, 15 de septiembre de 1904 - Madrid, 30 de julio de 1989) fue un empresario español, segundo presidente de El Corte Inglés. Ramón Areces era sobrino del fundador César Rodríguez González.

## Biografía
Fue hijo de los agricultores Carlos Areces y de Jesusa Rodríguez, previamente cuñada y después segunda esposa de éste. Él estudió, primero en su pueblo natal y después en Grado. Debido a la situación familiar, en la que el trabajo de sus padres debía alimentar a un total de ocho hijos, en 1920 tomó una importante decisión: emigrar lo antes posible a Cuba junto a sus hermanos Manuel y Luis, después de conocer a su tío César Rodríguez González.

### Cuba
Los tres hermanos embarcaron en el buque Alfonso XIII desde el puerto de Gijón y, a su llegada, su tío César le ofreció un puesto de trabajo como cañonero (aprendiz al que le ofrecían comida y alojamiento) en los almacenes El Encanto, donde él era gerente.

### Estados Unidos y Canadá
Cuatro años después, acompañó a su tío por Estados Unidos y Canadá con tal de mejorar las relaciones comerciales de la empresa, estudiar el mercado y abrir delegaciones en ambos países. En 1928 regresaron a Cuba, donde permaneció hasta 1935. Su tío ya no trabajaba en la empresa y, lo más importante, había estallado el crack del 29.

### El Corte Inglés
En 1935 se instaló en Madrid y en diciembre traspasó una sastrería especializada en Antonio Vallejo de confección infantil. Este solar y los adyacentes los había comprado Sederías Carretas para la ampliación de Galerías Preciados, pero la intermediación y el apoyo económico de su tío César le permitieron utilizarlo hasta 1940, año en que se trasladó a la calle Preciados número 3 y se constituyó la sociedad limitada El Corte Inglés (se transformó en anónima doce años más tarde, en 1952). 
Areces utilizó el modelo de la tienda El Encanto de La Habana, y los modelos anglosajones de grandes almacenes, distribuyendo las ventas por departamentos y, en los años 60, se abrieron sucursales en Barcelona, Sevilla y Bilbao.

### Fallecimiento
En 1973 sufrió una hemiplejia que lo mantuvo en silla de ruedas, por lo que delegó sus funciones a su sobrino Isidoro Álvarez (sin que su situación le impidiera seguir acudiendo a su puesto de trabajo). Tres años más tarde, creó la Fundación Ramón Areces con el objetivo de fomentar la investigación científica y técnica en España, así como la educación y la cultura en general (valores que la institución considera motores fundamentales de progreso y modernidad de la sociedad). Es a esta fundación a la que acabó legando su participación en El Corte Inglés y la que actualmente es la accionista mayoritaria de la compañía, nombrando patrón vitalicio de ésta a su sobrino Isidoro. Ramón Areces falleció en 1989.
En la localidad asturiana de Grado existe, desde 1977, un instituto de ESO que lleva su nombre y al que su fundación concede becas.

## Distinciones
- Gran Cruz de la Orden de Alfonso X el Sabio (1977)[2]
- Medalla de Oro al Mérito de Trabajo (1975)[3]